# Medellín (Španělsko)
Medellín je město ve Španělsku, v provincii Badajoz, v autonomním společenství Extremadura.
Nachází se v zemědělské oblasti Las Vegas Altas na řece Guadiana, v jižně-centrální části autonomního společenství.
Od svého založení v římském období přes období středověku byl předním městem v oblasti; přes ničivé následky válek a zub času náleží k monumentálním památkám minulosti, jejímiž nejdůležitějšími doklady jsou středověký hrad (Castillo) a středověký most přes řeku Guadiana. Medellín je rodištěm významného dobyvatele Nového světa, Hernána Cortése.
Hospodářství Medellínu je postaveno na základě kvetoucího zemědělství regionu.

## Historie

### Římský Medellín
Počátky města Medellín spadají do římského období. Patrně bylo založeno konzulem Quintem Ceciliem Metellem Piem kolem roku 79 př. n. l.; na jeho počest pak bylo nazváno Metellinum.
Z tohoto období se dochovala řada památek, které dokládají bohaté římské osídlení v této oblasti: pozůstatky římského mostu, který byl později přestavěn do středověké podoby, římské villy nebo pozůstatky fóra, nálezy na úbočí Castilla.
Obzvláštní pozornost poutá římské divadlo, vzhledem i rozsahem podobné divadlu v Méridě; zde v současné době probíhá rozsáhlý archeologický výzkum.
Dochoval se i značný počet epigrafických památek, např. mozaika z konce 2. století "Las Galaperas", nalezená ve vzdálenosti cca 2 km od Medellínu.
Kontakty Medellínu s dalšími římskými centry zajišťovala jedna z významných římských cest, která vedla z Toleda do Córdoby, míjejíc např. Méridu, překračujíc řeku Guadiana u Medellínu.

### Medellín ve středověku
Ani v období vizigótského panství (přelom 5. a 6. století) Medellín neztratil své významné postavení, založené na strategické poloze a blízkosti centra v Méridě. Z tohoto období pochází nekropole zvaná "El Turuñuelo" (zkoumaná v roce 1960.
Muslimové přišli do Medellínu v roce 768. Za svého pobytu přestavěli římské opevnění, které stálo na vrcholu pahorku, strategického místa, které ovládalo okolní krajinu. Ze starého muslimského hradu se dochovala významná dvojlodní krypta z 12. století.
V průběhu reconquisty dobyl Alfonso IX. Medellín poprvé v roce 1227, ale dva roky poté padlo město opět do rukou muslimů. V roce 1234 přičlenil Fernando III. Medellín definitivně ke Kastilii.
Za křesťanského panství zaznamenal Medellín výrazný demografický vzestup, jak lze soudit i podle existence dvou farností (sv. Jakuba a sv. Martina), jejichž kostely se začaly stavět (oba na úbočích hradu, kde se koncentrovalo osídlení) kolem poloviny 13. století.
V 14. století Pedro Krutý udělil panství svému oblíbenci Juanu Alfonsu de Albuquerque, jemuž ho po pádu v nemilost v roce 1354 vyvlastnil a rozbořil hrad.
V 15. století se Medellín stal hrabstvím, jehož prvním vlastníkem byl don Rodrigo de Portocarrero, po smrti vystřídán svou vdovou Beatriz de Pacheco, která se zapojila do dynastických bojů konce 15. století na straně pretendenta kastilské koruny, dona Juana la Beltraneja, což po vítězství Isabely Kastilské přineslo následné politické represe.

### Medellín a Amerika
Přínos Medellínu do procesu dobývání Nového světa v průběhu 16. a 17. století byl velmi významný počtem konquistadorů i kolonizátorů. Navarro del Castillo poskytl 280 osob, které opustily Medellín, aby se účastnily osídlování nových území Americe. Tento čin vysvětluje dobytí, kolonizaci a zakládání nových amerických měst v Americe, která nesou jméno původního Medellínu (Medellín v Argentině, Kolumbii či Mexiku).
Snad nejslavnějším medellínským rodákem je Hernán Cortés, dobyvatel Mexika a guvernér provincie Venezuela, jeden z hlavních iniciátorů založení Caracasu.
Další důležitou osobností pocházející z Medellínu byl Alonso Martínez de Rivera, konquistador Peru, který stál u druhého založení dnešního města Camaná (dříve Villa de San Miguel de Rivera); z dalších významných osobností lze jmenovat Diega de Sanabria.

### 16. a 17. století
V průběhu 16. století se městské jádro Medellínu rozšířilo ze svahů pod Castillem až do roviny pod ním; tento posun těžiště osídlení, spojený s obdobím hospodářské prosperity, se projevil ve vzniku nové farnosti sv. Cecilie i dalších budov církevních i světských. Při sčítání v roce 1591 měl Medellín 616 "vecinos" (sousedů – hlav rodin), což představovalo přibližně 2375 obyvatel. V letech 1613–1630 se na okraji vlastního města staví nový most (dodnes sloužící), který nahradil most starší z 16. století, rozbořený při velké povodni 20. prosince 1603.
Od počátku 17. století nedostatek pozemků vhodných k obdělávání i tíha daní přispěly k migraci obyvatel do jiných sídel, kde bylo snazší najít volnou půdu a vyhnout se daňové kontrole medellínského hraběte. Výsledkem tohoto procesu bylo, že zatímco osídlení těchto okolních sídel vzkvétalo, medellínské se zredukovalo na 450 sousedů (cca 1730 obyvatel), v roce 1789 1429 obyvatel, tj. o téměř 40 % méně než o dvě století předtím.

### 19. století: bitva u Medellínu a její důsledky
19. století je poznamenáno důsledky bitvy u Medellínu, která se odehrála 23. března 1809 během války o nezávislost Španělska. V ní francouzské oddíly pod velením generála Victora způsobily krvavou porážku španělskému vojsku vedenému generálem Cuestou, jehož ztráty se uvádějí kolem deseti tisíc mužů. Význam této bitvy byl tak značný, že jméno Medellín figuruje na Vítězném oblouku v Paříži vedle jiných slavných vítězství francouzské armády.
Po bitvě okupovaly Medellín francouzské oddíly po dobu od 28. března do 12. května 1809. Přes krátké trvání okupace její následky byly strašlivé pro demografii, ekonomiku i historicko-umělecké dědictví města, které se muselo postarat na své náklady o posádku 3000 mužů. Obyvatelstvo se hromadně vystěhovávalo, zmizelo bohatství dobytka a došlo k množství škod (řada nenapravitelných) na mnoha veřejných budovách, přeměněných na improvizovaná kasárna, stáje nebo špitály. Město zůstalo zpustošené a vylidněné. Ještě v roce 1857 počet obyvatel Medellínu nepřekročil 1555.
Koncem století, od roku 1883 a na popud Alcalde D. Juan Damián de Tena y Moreno se započaly urbanistické reformy. Především bylo vybudováno rozlehlé náměstí Hernána Cortése, čemuž padlo za oběť 23 domů, mezi nimi i rodný dům samotného Cortése (v té době ovšem již v ruinách), stejně jako městská brána a jedna z jejích věží (druhá byla zachována jako hodinová věž s orlojem a existuje dodnes). Záměr byl dokončen roku 1890 slavnostním odhalením sochy Hernána Cortése, dominanty náměstí.

### 20. století: Občanská válka, rekonstrukce a rozvoj
Jestliže válka o nezávislost determinovala vývoj Medellínu v 19. století, Španělská občanská válka poznamenala velkou část 20. století. Most přes řeku Guadianu, jediný až k Méridě, se stal vojenským objektem mimořádného významu a město tak bylo v první frontě bojů.Republikánské jednotky vyhodily do vzduchu tři mostní oblouky, zatímco letecké bombardování a ostřelování z děl způsobilo velké škody ve městě, takže civilní obyvatelstvo bylo evakuováno.
V leteckých bojích o Medellín participoval jako velitel jednoho republikánského oddílu francouzský spisovatel André Malraux.
Po válce byl Medellín tak zničen, že byla Úřadem devastovaných regionů ("Departamento de Regiones Devastadas") doporučena jeho rekonstrukce. Medellín, čítající v roce 1930 2041 osob, měla v roce
1940 1865 obyvatel.
Od šedesátých let 20. století dostaly demografie a ekonomika Medellínu nový impuls s vybudováním závlah rozsáhlých prostor a následných rozdělením parcel v rámci tzv. Plánu Badajoz. V tomto kontextu se vystavělo sídliště Yelbes, dnes součást města. Díky této veřejné podpoře demografie města získala vzestupný směr: od 2122 obyvatel při sčítání lidu v roce 1950 přes 2393 v roce 1960 a 2715 v roce 1970.
Od 80. let až do počátku 21. století přicházejí veřejné prostředky jednak ve spojitosti s strukturalizací autonomie státu, jednak z fondů Evropské unie, cílené na vybudování sociálního vybavení, jako je sportovní areál, denní centrum, kulturní centrum "Quinto Cecilio Metello" a sociální centrum. Ve stejných souvislostech byl vybudován nový most přes Guadianu, zatímco starý most byl zrestaurován a iluminován.

## Demografie
| Populace obce Medellín z let (1842–2010) | Populace obce Medellín z let (1842–2010) | Populace obce Medellín z let (1842–2010) | Populace obce Medellín z let (1842–2010) | Populace obce Medellín z let (1842–2010) | Populace obce Medellín z let (1842–2010) | Populace obce Medellín z let (1842–2010) | Populace obce Medellín z let (1842–2010) | Populace obce Medellín z let (1842–2010) | Populace obce Medellín z let (1842–2010) | Populace obce Medellín z let (1842–2010) | Populace obce Medellín z let (1842–2010) | Populace obce Medellín z let (1842–2010) | Populace obce Medellín z let (1842–2010) | Populace obce Medellín z let (1842–2010) | Populace obce Medellín z let (1842–2010) | Populace obce Medellín z let (1842–2010) | Populace obce Medellín z let (1842–2010) |
| ---------------------------------------- | ---------------------------------------- | ---------------------------------------- | ---------------------------------------- | ---------------------------------------- | ---------------------------------------- | ---------------------------------------- | ---------------------------------------- | ---------------------------------------- | ---------------------------------------- | ---------------------------------------- | ---------------------------------------- | ---------------------------------------- | ---------------------------------------- | ---------------------------------------- | ---------------------------------------- | ---------------------------------------- | ---------------------------------------- |
| 1842                                     | 1857                                     | 1860                                     | 1877                                     | 1887                                     | 1897                                     | 1900                                     | 1910                                     | 1920                                     | 1930                                     | 1940                                     | 1950                                     | 1960                                     | 1970                                     | 1981                                     | 1991                                     | 2001                                     | 2010                                     |
| 810                                      | 1 555                                    | 1 233                                    | 1 246                                    | 1 524                                    | 1 598                                    | 1 625                                    | 1 864                                    | 1 958                                    | 2 041                                    | 1 865                                    | 2 061                                    | 2 326                                    | 2 626                                    | 2 468                                    | 2 347                                    | 2 409                                    | 2 343                                    |

## Přírodní prostředí
Poloha města je prakticky na rovině, neboť se nachází v kotlině Guadiany. V ní se vypínají ojedinělé pahorky a výšiny: Sierra de Enfrente (370 m), Remondo (362 m) a nejvyšší Sierra de Yelbes s 392 m, všechny na levé straně řeky; dále pahorek s hradem na pravém břehu Guadiany. Vzhledem k minimálnímu klesání zde Guadiana meandruje a vytváří několik koryt – Guadámez, Ortiga, Cagánchez, tvořících říční síť.
Klima je středozemního subtropického typu, průměrná roční teplota je 15,8 °C. Zimy jsou mírné, s průměrnou teplotou 8,2 °C, léto je suché a horké s průměrnou teplotou 23,6 °C. Srážky jsou nízké, v průměru 529,6 mm ročně (v zimě 1159,95 mm, v létě 39,2 mm).
Přirozený vegetační kryt tvoří mediterránní světlý les s tvrdými dřevinami reprezentovanými dubem společně s dalšími druhy které tvoří podrost, jako kručinka, levandule aj.

## Ekonomika
Základním hospodářským odvětvím v Medellínu je zemědělství. Tradiční plodiny suchého Středomoří (pšenice, ječmen, vinná réva, olivy) byly nahrazeny od počátku 60. let plodinami vyžadujícími závlahy, které zde v této době byly vybudovány.
V prvních letech závlah plodinou výlučnou byl tabák, v jehož produkci byl Medellín na předním místě v provincii Badajoz (1 200 000 kg ročně). V 80. letech se produkce tabáku snížila a nahradila ji produkce kukuřice, v prvních letech 21. století je na prvním místě produkce rajčat a rýže. Vedle toho existují i ovocné plantáže, které poskytují dostatek pracovních příležitostí.
Důležitým odvětvím ekonomiky je i turismus. Město je dostupné autobusem, nejbližší železniční stanice je v 10 km vzdáleném městě Don Benito.

## Pamětihodnosti
- Pozůstatky římského divadla (archeologický výzkum od roku 2007).
- Středověký hrad.
- Kostely sv. Jakuba (13. století a 17. století), dnes Centrum archeologického výzkumu města), sv. Martina (13. a 17. století) a sv. Cecilie (16. století).
- Most přes Guadianu ze 17. století, s dvaceti mostními oblouky a pamětní kapličkou uprostřed
- portály Paláce Portocarrero (16. století) a Konvent sv. Augustina (17. století)
- Věž s orlojem (19. století, stará pevnostní věž městské brány
- náměstí Hernána Cortése s conquistadorovým památníkem (dílo Eduarda Barróna) (1890).